# Hemerobius antigonus
Hemerobius antigonus là một loài côn trùng trong họ Hemerobiidae thuộc bộ Neuroptera. Loài này được Banks miêu tả năm 1941.